# لوك أودونيل
لوك أودونيل (بالإنجليزية: Luke O'Donnell)‏ هو لاعب دوري الرغبي أسترالي، ولد في 22 أكتوبر 1980 في Liverpool, New South Wales ‏ في أستراليا.